# Gluon

Een elektron en een positron botsen en vormen drie gluonen.

Het gluon is het elementaire deeltje dat de sterke kernkracht overbrengt. Het woord komt van het Engelse woord glue, dat lijm betekent. Zonder de sterke kernkracht zouden de positief geladen protonen in de atoomkern door hun onderlinge elektrische afstoting uit elkaar vliegen.
Gluonen zijn bosonen. Zij binden de quarks samen zodat die protonen, neutronen en andere hadronen vormen. De elektrische lading van de gluonen is gelijk aan nul, hun spin is gelijk aan 1. Men neemt algemeen aan dat gluonen geen massa hebben, hoewel een kleine massa van enkele meV{\displaystyle /c^{2}} niet kan worden uitgesloten. Er zijn acht verschillende soorten gluonen.
De kwantumchromodynamica is de theorie voor de beschrijving van de sterke kernkracht. De theorie is in de jaren 1970-1979 ontwikkeld en wordt tegenwoordig algemeen geaccepteerd. Als deeltjes met een kleurlading een interactie met elkaar hebben gluonen worden daarbij uitgewisseld. Als twee quarks een gluon uitwisselen, zal hun kleurlading daardoor veranderen. Het gluon draagt een anti-kleurlading om te compenseren voor het veranderen van de kleurlading van beide betrokken quarks. Omdat gluonen zelf een kleurlading hebben, kunnen zij ook met andere gluonen uitwisseling vertonen. Dit maakt de wiskundige analyse van de sterke kernkracht ingewikkeld en moeilijk.
De eerste experimentele bewijzen van het bestaan van gluonen werden gevonden in de jaren 1980 in het PETRA-apparaat in het Duitse onderzoekscentrum DESY in Hamburg.

## Waarom maar acht gluonen?
Eenvoudig gezegd zijn er negen kleurcombinaties, een voor elke combinatie van kleur (rood, groen en blauw) en anti-kleur:
|                   | {\displaystyle {\bar {r}}}  | {\displaystyle {\bar {g}}}  | {\displaystyle {\bar {b}}}  |
| ----------------- | --------------------------- | --------------------------- | --------------------------- |
| {\displaystyle r} | {\displaystyle r{\bar {r}}} | {\displaystyle r{\bar {g}}} | {\displaystyle r{\bar {b}}} |
| {\displaystyle g} | {\displaystyle g{\bar {r}}} | {\displaystyle g{\bar {g}}} | {\displaystyle g{\bar {b}}} |
| {\displaystyle b} | {\displaystyle b{\bar {r}}} | {\displaystyle b{\bar {g}}} | {\displaystyle b{\bar {b}}} |

Het is in de theorie, dus in de natuur- en wiskunde, zo dat er een oneindig aantal gluonen bestaat, waarbij elk gluon kan worden beschreven als een genormaliseerde lineaire superpositie van het aantal dat hierboven is genoemd. Een willekeurig voorbeeld is:
{\displaystyle (r{\bar {r}}-g{\bar {g}})/{\sqrt {2}}}
Experimenten tonen aan dat kleurloze baryonen geen interactie via de sterke kernkracht met elkaar hebben, zodat:
{\displaystyle r{\bar {r}}+g{\bar {g}}+b{\bar {b}}=0}
Als dit niet zo was, moesten baryonen in staat zijn deze gluonen uit te zenden.
Er bestaan geen andere lineair onafhankelijke relaties tussen gluonen. Dit toont aan dat er maar acht lineair onafhankelijke gluonen bestaan en dat wordt er meestal toe vereenvoudigd, dat er maar acht gluonen zijn.